# Ateneria crinipuncta
Ateneria crinipuncta là một loài bướm đêm trong họ Noctuidae.